# Doorschijnend langdraadwatje
Het doorschijnend langdraadwatje (Hemitrichia clavata) is een slijmzwam uit de familie Trichiidae. Het leeft saprotroof op dood hout in loofbossen.

## Kenmerken
Sporocarpen
Hemitrichia clavata vormt gesteelde vruchtlichamen (sporocarpen) die alleen of in dichte groepen groeien. Ze zijn knotsvormig of omgekeerd peervormig en zijn goudgeel, soms olijfbruin tot olijfgeel van kleur, naar boven toe lichter wordend. Het oppervlak is glanzend. Ze bereiken een totale hoogte van 1 tot 3 mm. De sporencapsules (sporocarpen) zijn 0,7 tot 1,5 mm hoog en 0,5 tot 1,8 mm breed.
Hypothallus
De vliezige basis (hypothallus) is roodbruin van kleur en omgeeft onregelmatig de basis van de steel. Bij groepen bedekt het het substraat met tussenpozen. 
Steel
De steel is donkerbruin aan de basis en wordt lichter naar de punt toe. Het gaat geleidelijk over in de sporocarp. In doorvallend licht lijkt het bruin. De steel is 0,3 tot 1,5 mm lang en ongeveer 0,2 mm dik. In het midden bevinden zich sporenachtige cystidia die ongeveer 10 tot 20 µm groot zijn.
Peridia
De peridia openen onregelmatig in het bovenste gedeelte, waarbij de helft tot twee derde behouden blijft. De rand rafelt gedeeltelijk. Bij doorvallend licht lijkt het peridium lichtgeel. Het heeft fijne, dichte wratten, soms een onderbroken netwerk dat naar de steel trekt. De haarvlecht (capillitium) is elastisch en lijkt geel in bulk. Het is los nadat het uit de sporocarp is gekomen. Het is aan de basis van de beker naar de punt van de steel gegroeid, maar is verder vrij. De vezels zien er lichtgeel tot honingkleurig uit in doorvallend licht en hebben 3 tot 5 matig strak gewonden spiraalvormige ribbels. Deze zijn bedekt met zeer fijne stekels en vormen zo een lichtere rand. Het capillitium vormt een grootmazig netwerk met enkele vrije uiteinden, die soms verdikt zijn. De vezels zijn 4-7 µm dik. 
Sporen
De sporen lijken geel in bulk en licht tot honinggeel met doorvallend licht. Ze hebben een fijn, fijnmazig netwerk en fijne wratten; ze zijn ook duidelijk omzoomd. Ze zijn bolvormig tot breed elliptisch van vorm en hebben een diameter van 7 tot 10 µm.
Het plasmodium is wit.

## Habitat
Hemitrichia clavata groeit vooral op hardhout en verschijnt ook na vrij droge perioden. Het kan samengroeien met Arcyria denudata, Hemitrichia calyculata, Hemitrichia serpula, Metatricia floriformis, Metatricia  vesparium, Trichia scabra en Trichia varia. Hemitrichia clavata maakt vruchtlichamen met name in de maanden augustus tot mei.

## Verspreiding
Hemitrichia clavata is een algemeen voorkomende slijmzwam en is in sommige gebieden een van de meest voorkomende vertegenwoordigers van dit geslacht. Het kan worden gevonden tot in de hogere hoogten van de Alpen en is wijdverbreid in de gematigde zone. Vondsten in de tropen zijn echter te wijten aan verwarring met Hemitrichia calyculata.
Het doorschijnend langdraadwatje komt in Nederland matig algemeen voor

## Foto's

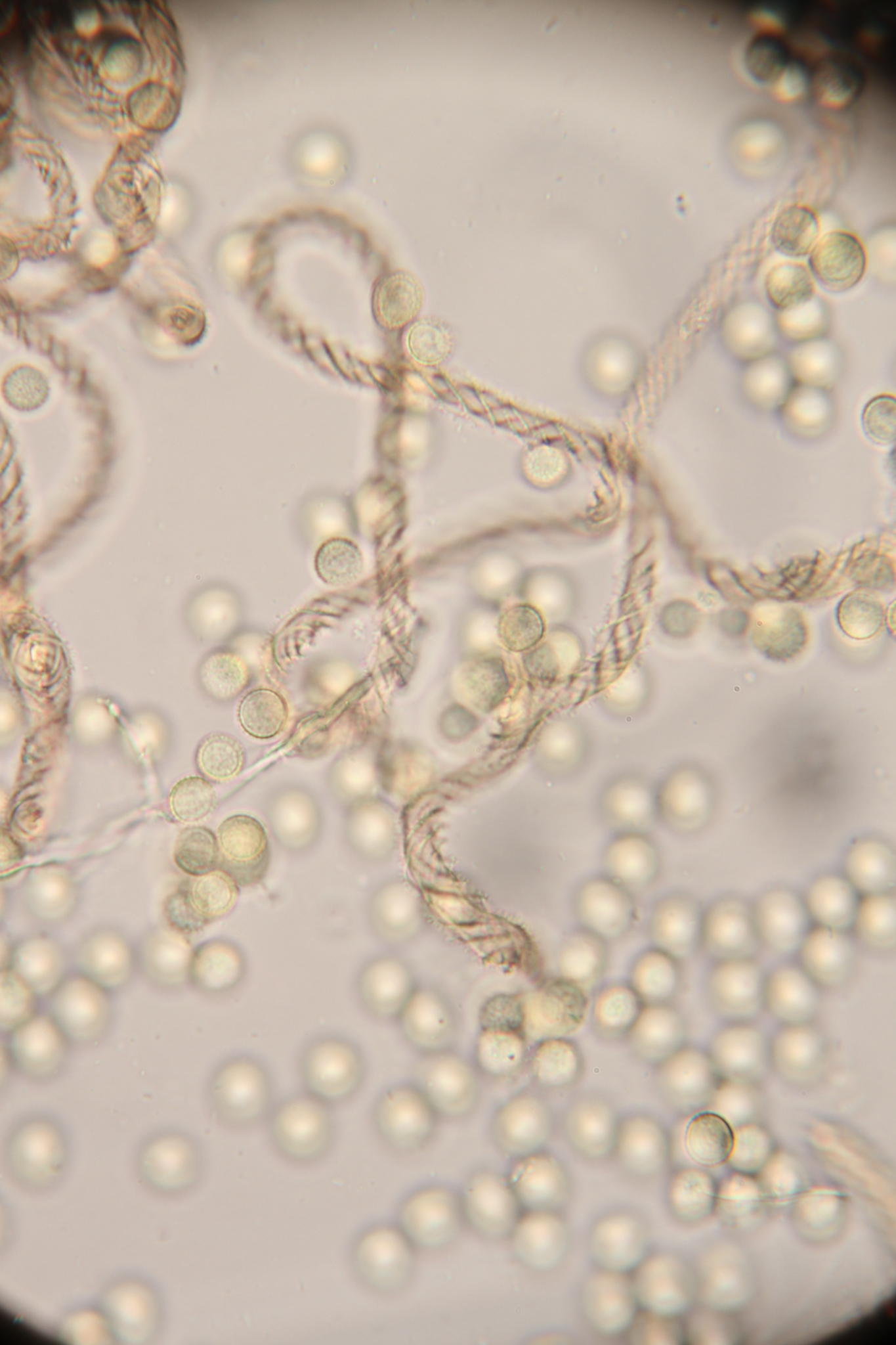
Sporen en capillitium